# Monténégro aux Jeux olympiques d'hiver de 2010
Cet article contient des informations sur la participation et les résultats du Monténégro aux Jeux olympiques d'hiver de 2010 à Vancouver au Canada.
Le Monténégro participait à ses premiers Jeux olympiques d'hiver. Les sportifs monténégrins participaient aux autres éditions sous la délégation de la Yougoslavie de 1920 à 2002 puis de la Serbie-et-Monténégro en 2006.

## Cérémonies d'ouverture et de clôture

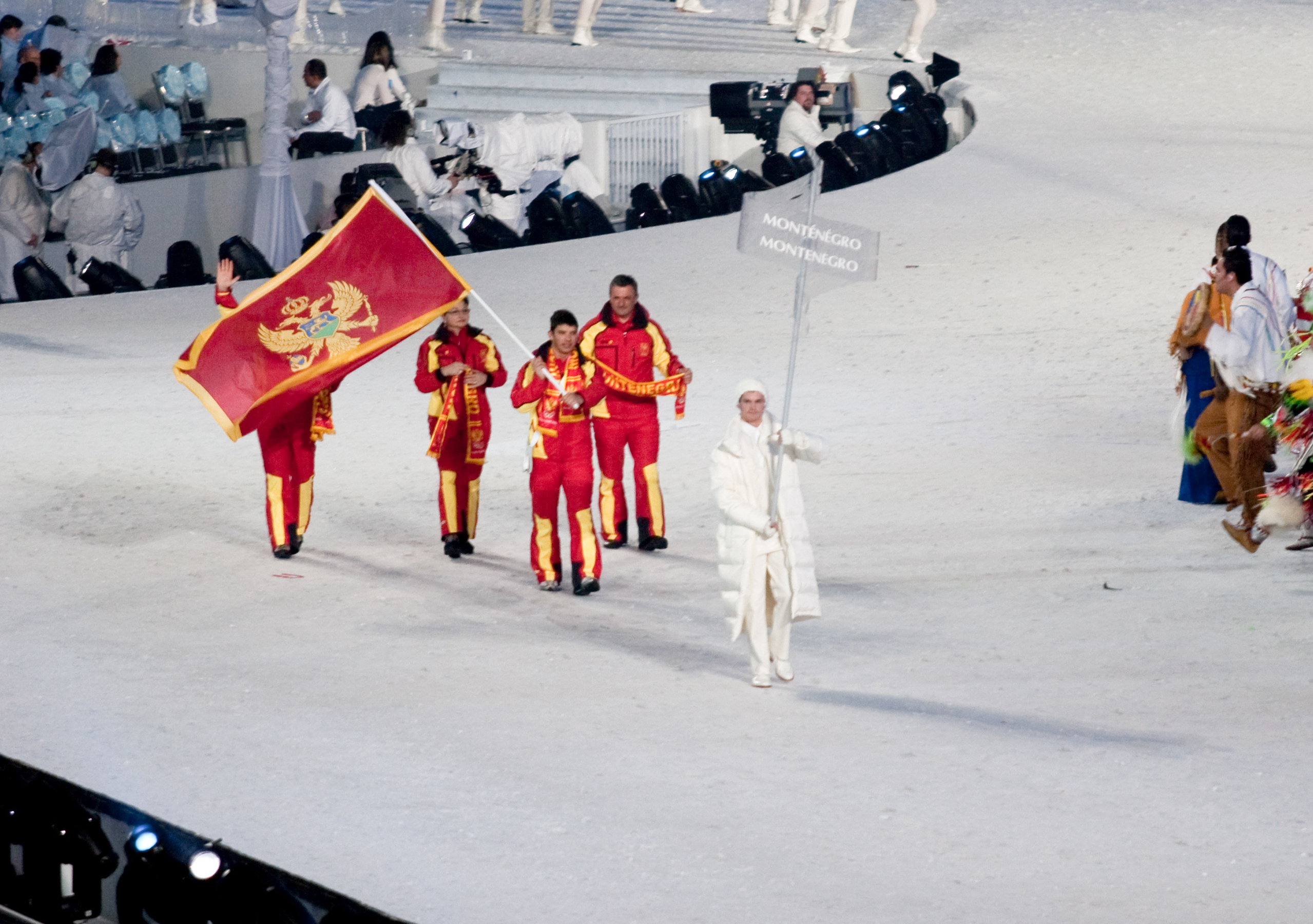
Entrée de la délégation monténégrine lors de la cérémonie d'ouverture.

Comme cela est de coutume, la Grèce, berceau des Jeux olympiques, ouvre le défilé des nations, tandis que le Canada, en tant que pays organisateur, ferme la marche. Les autres pays défilent par ordre alphabétique. Le Monténégro est la 56e des 82 délégations à entrer dans le BC Place Stadium de Vancouver au cours du défilé des nations durant la cérémonie d'ouverture, après la Mongolie et avant le Népal. Cette cérémonie est dédiée au lugeur géorgien Nodar Kumaritashvili, mort la veille après une sortie de piste durant un entraînement. Le porte-drapeau du pays est le skieur alpin Bojan Kosic.
Lors de la cérémonie de clôture qui se déroule également au BC Place Stadium, les porte-drapeaux des différentes délégations entrent ensemble dans le stade olympique et forment un cercle autour du chaudron abritant la flamme olympique. Comme lors de la cérémonie d'ouverture, le drapeau monténégrin est porté par Bojan Kosic.

## Ski alpin
- Bojan Kosic

## Diffusion des Jeux au Monténégro
Les Monténégrins peuvent suivre les épreuves olympiques en regardant la chaîne RTCG du groupe public Radio Televizija Crne Gore (RTCG), ainsi que sur le câble et le satellite sur Eurosport. Eurosport et Eurovision permettent d'assurer la couverture médiatique monténégrine sur Internet.